# Lorena (Automarke)
Lorena ist eine brasilianische Automarke.

## Markengeschichte
Der Chilene Léon Lorena (nach einer anderen Quelle Léon Lorena Larenas Izquierdo) erwarb eine Lizenz von Ferrer Motors. Er begann 1968 in Rio de Janeiro mit der Produktion von Automobilen und Kit Cars in Handarbeit. Der Markenname lautete Lorena. Nach der ersten Präsentation auf einer Automobilausstellung gründete er das Unternehmen Lorena Importação, Indústria e Comércio Ltda. in São Paulo zur Serienproduktion. Dieses Unternehmen wurde später zu Tambatajá und fertigte danach andere Fahrzeuge.
Léon Lorena gründete 1969 das neue Unternehmen Protótipos Lorena Carrocerias Ltda. Der Ort ist nicht überliefert. Neue Modelle wurden entworfen. 1972 gründete er in Rio de Janeiro das weitere Unternehmen Plásticos Reforçados RM. Im Folgejahr endete die Produktion. Luiz Fernando Lapagesse begann 2008 mit der Entwicklung einer Neuauflage und brachte das Modell 2010 mit seinen Unternehmen Lapagesse’s Car Chassis e Carrocerias Especiais aus Saquarema auf den Markt.
Die Modelle von Mirage und Villa basierten auf Lorena-Modellen der 1970er Jahre.

## Fahrzeuge
Das erste Modell GT aus der Zeit von 1968 bis 1969 war ein Sportwagen. Es basierte auf dem ungekürzten Fahrgestell vom VW Käfer. Darauf wurde eine Karosserie aus Fiberglas montiert. Das zweisitzige Coupé war mit 105 cm Höhe auffallend flach und ähnelte Ford GT 40 und Porsche 910. Ein luftgekühlter Vierzylinder-Boxermotor von Volkswagen do Brasil mit wahlweise 1300 cm³, 1500 cm³ oder 1600 cm³ Hubraum trieb die Fahrzeuge an. Der Rennfahrer Sidney Cardoso stattete eines davon mit einem 2-Liter-Motor aus und setzte es als Rennwagen ein.
1969 folgten ein Cabriolet namens GT, ein Coupé mit 2 + 2 Sitzen sowie ein VW-Buggy. Sie hatten ebenfalls ein ungekürztes VW-Fahrgestell. Der Buggy hatte zwei Türen und vier Sitze. Ab 1972 gab es nur das Coupe RM, das den Modellen von Puma ähnelte. Motoren mit 1300 cm³ Hubraum bis 2000 cm³ Hubraum sind überliefert. Seit 2008 gibt es den GT-L. Dies ist die Nachbildung des ersten GT der Marke. Auch dieses Modell basiert auf einem VW-Fahrgestell. Es ist als Komplettfahrzeug und als Bausatz erhältlich.